# St. Maria Magdalena (Greggenhofen)

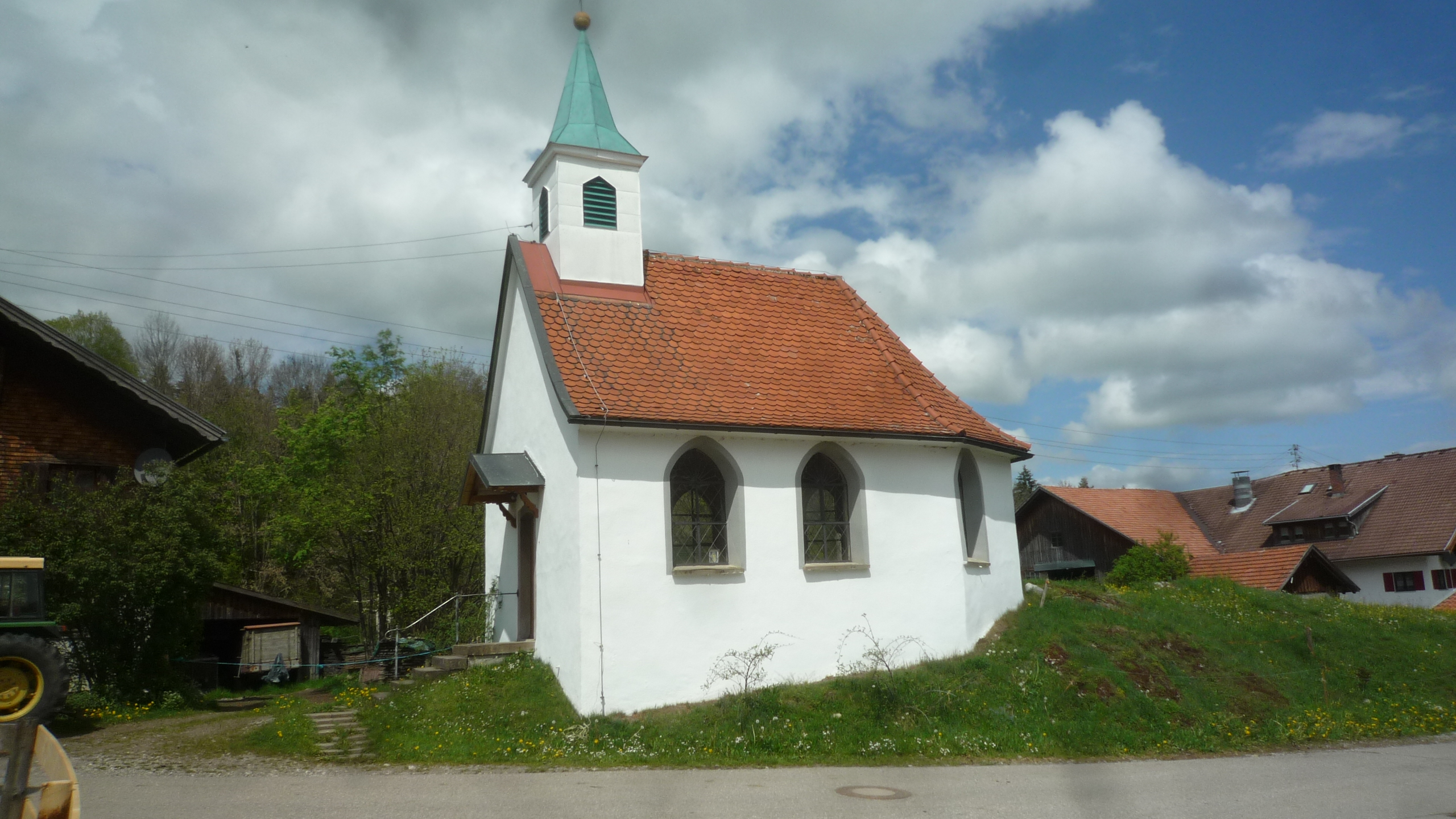
Kapelle „St. Maria Magdalena“ in Greggenhofen (2014)

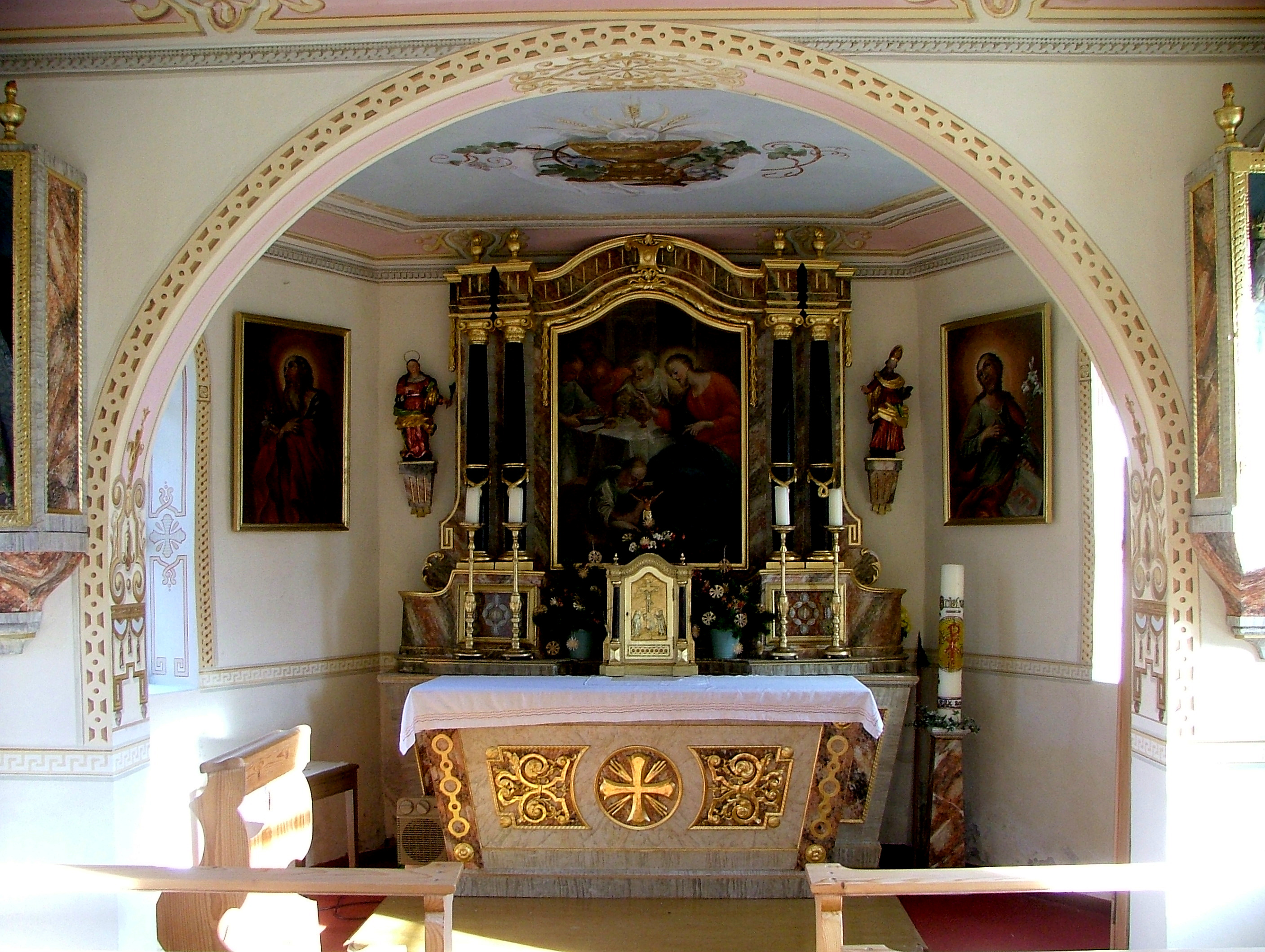
Altarraum der Kapelle Greggenhofen

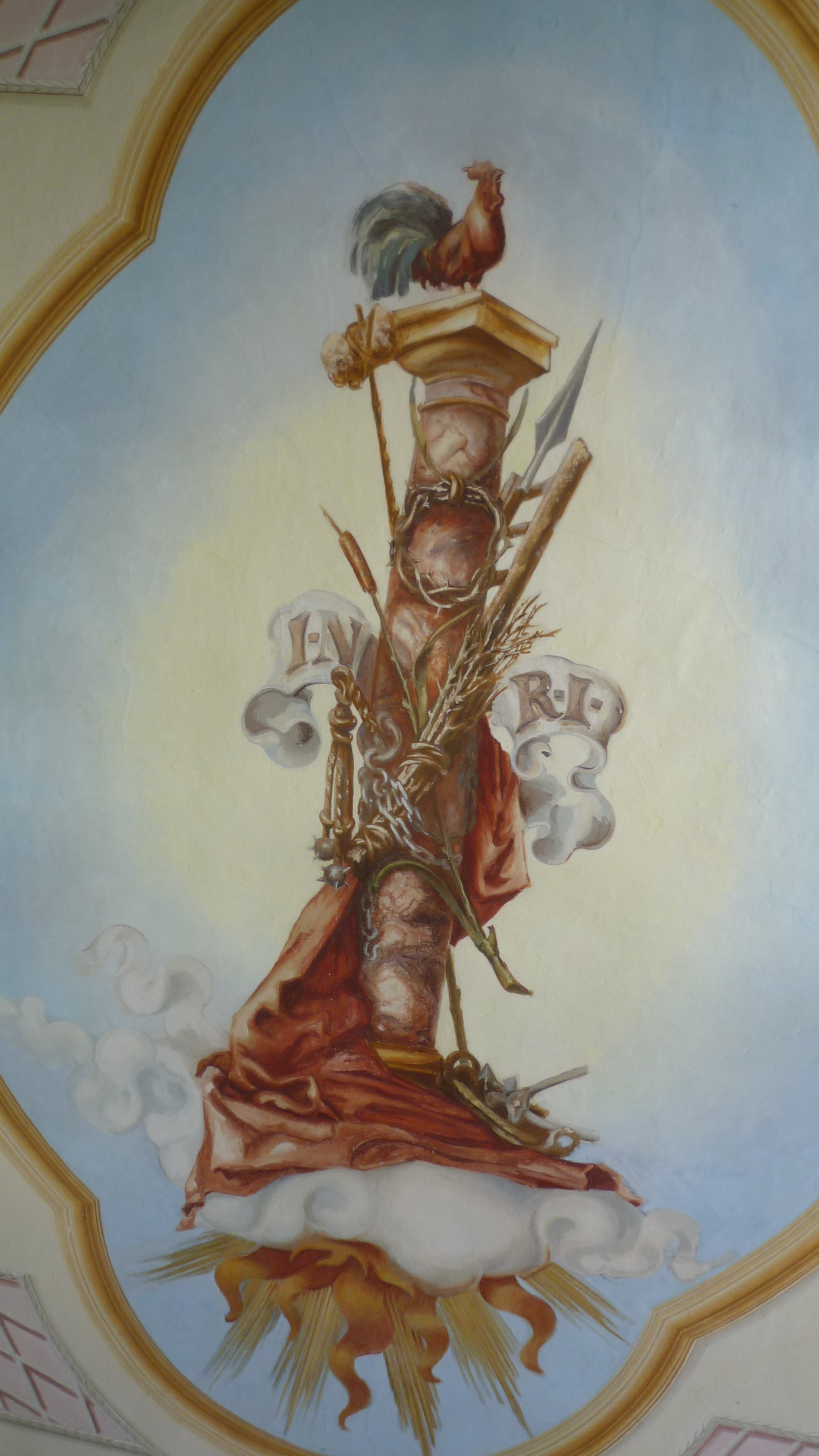
Deckengemälde mit den Folterwerkzeugen Jesu und dem krähenden Hahn

Die römisch-katholische Kapelle St. Maria Magdalena befindet sich in Greggenhofen, einem etwa 130 Einwohner zählenden Ortsteil von Rettenberg im Landkreis Oberallgäu.

## Geschichte
Am 22. November 1746 erfolgt die Altarkonsekration in der früheren Kapelle durch Johann Jakob, Weihbischof von Augsburg. 1817 (nach anderen Quellen 1815) erfolgte der Neubau der heutigen Kapelle durch drei ortsansässige Bauern. Im Jahr 1872 wurde die Kapelle zum Teil wieder abgebrochen. 1890 erhielt die Kapelle einen Dachreiter. Im Jahr 1912 erfolgte eine gründliche Innenrenovierung mit Altarumgestaltung. 1960 wurde abermals eine Ausmalung vorgenommen. Im Rahmen einer Pfarrvisite stattete der damalige Weihbischof Manfred Müller im Januar 1976 der Kapelle einen Besuch ab. Zwischen 1983 und 1985 wurden die Kapellenfundamente gründlich saniert. Ein professioneller Kirchenmaler übernahm die Renovierung des Kapelleninnern mit Jugendstilelementen.
Im Sommer 2018 erfolgte erneut eine gründliche Renovierung der Kapelle. Der marode Dachreiter wurde komplett erneuert und das Dach mit neuen Biberschwanzplatten eingedeckt. Das Mauerwerk wurde innen saniert und die Fundamente außen freigelegt. Der Kapellenzugang erfuhr eine Neugestaltung und es erfolgte ein neuer Außenanstrich. Dies geschah überwiegend in Eigenleistung durch die Dorfbewohner und unterstützt durch großzügige Sach- und Geldspenden.

## Kapelleninventar
- Der Altar stammt aus dem Jahr 1817.
- Das Tabernakelrelief entstand anlässlich der Renovierung 1912.
- Das Altarblatt zeigt die Kapellenpatronin Maria Magdalena bei der Salbung Jesu. Es entstammt um das Jahr 1800 und wurde von dem Maler und Bildhauer Nikolaus Weiß, einem Mitglied der berühmten Rettenberger Künstlerfamilie, angefertigt.
- Assistiert wird das Altarblatt von zwei ebenfalls vor 1800 angefertigten Statuetten, die St. Afra und St. Ulrich, darstellen.
- Die zwei Ölgemälde aus dem ausgehenden 18. Jahrhundert stellen St. Joachim mit Stab und einem Paar Turteltauben zur linken des Altars und St. Josef mit Lilie und einem Bauplan, der das Franziskanerinnenkloster St. Anna in Lenzfried in Kempten zeigt, zur rechten dar.
- Die Holzskulpturen aus dem 18. Jahrhundert stellen St. Johann Nepomuk und die Madonna dar. Die Mutter Anna stammt als älteste Skulptur aus dem Jahr 1515 und wird der Künstlerwerkstatt von Ivo Strigel zugerechnet.
- Das Kruzifix, etwa 1730 entstanden, wurde in der Art von Johann Erdt gefertigt.
- Die etwa 52 kg schwere Glocke stammt ursprünglich aus der Pfarrkirche in Lenzfried und zeigt eine Darstellung von Jesus am Kreuz mit seiner Mutter Maria und dem Apostel Johannes. Eine Inschrift auf der Glocke lautet: „Johann Schirrmeister aus Kempten goss mich im Jahr 1685“. Das Läuten übernimmt seit 2002 ein elektrisches Läutwerk.[1]